# Playahitty
Playahitty is een eurodance-project uit Italië uit de jaren 1990. De grootste hit was het nummer The Summer is Magic uit 1994.

## Geschiedenis
Naar verluidt ontmoette producer Emaluele Asti op vakantie in Rio de Janeiro Feline nadat ze de missverkiezing Miss Ipanema won.
Hij vroeg haar zijn nummer The Summer is Magic in te zingen. Aldus ontstond de groep Playahitty. De echte zangeres van Playahitty zou Jenny Bersola zijn (ook de echte stem van oa de Corona-hit The Rhythm Of the night). The Summer is Magic kwam medio 1994 uit en werd een wereldwijde hit. Zoals frequent destijds werd de zangeres op het podium vervangen door een Frans model, Marion.
In Nederland werd de plaat in de zomer van 1995 veel gedraaid op Radio 538 en Radio 3FM en werd een radiohit. De plaat bereikte de Nederlandse Top 40 niet, maar bleef op een 2e positie steken in de Tipparade, waar de plaat 8 weken in stond genoteerd. Wél werd de 36e positie bereikt in de Mega Top 50 op Radio 3.
In 1995 verscheen met 1, 2, 3 (Train With Me) een tweede nummer maar het succes van het eerste werd nooit geëvenaard. In 2008 bracht de groep nog een remix van The Summer is Magic uit.

## Discografie

### Singles
| Single met eventuele hitnotering(en) in de Nederlandse Top 40 | Datum van verschijnen | Datum van binnenkomst | Hoogste positie | Aantal weken | Opmerkingen             |
| ------------------------------------------------------------- | --------------------- | --------------------- | --------------- | ------------ | ----------------------- |
| The summer is magic                                           | 1994                  | 24-09-1994            | tip3            | -            | Dancesmash op Radio 538 |
| The summer is magic (Remix)                                   | 1995                  | 19-08-1995            | 35              | 3            | #36 in de Mega Top 50   |
| 1, 2, 3 (Train with me)                                       | 1995                  | -                     |                 |              |                         |
| The summer is magic                                           | 2002                  | -                     |                 |              | vs. Sasha De Vrie       |
| The summer is magic 2008                                      | 2008                  | 26-07-2008            | 31              | 5            | Remix John Marks        |